# Malësor Prënkoçaj
Malësor Prënkoçaj (* 17. Juli 1977 in Titograd, Jugoslawien) ist ein albanischer Sänger aus Montenegro. Sein Künstlername ist Malësori, was Hochländer bedeutet.

## Karriere
Malësor Prënkoçaj ist in Titograd geboren und aufgewachsen. Seine Eltern sind zuvor aus Triesh (Malësia e Madhe) nach Titograd umgezogen. Dort besuchte er die Grundschule und das Gymnasium. Er absolvierte die Universität von Prishtina in den Bereichen englische Sprache und englische Literatur.
Sein Interesse für Musik begann im Kindesalter, indem er anfing, Çifteli spielen zu lernen und dabei sang. Prenkoçaj wurde Mitglied in einem kulturellen Verein namens Besa, wo er Sänger und Çifteli-Spieler war.
1997 nahm er sein erstes Lied „Qaj“ auf, welches von Nikollë Nikprelaj geschrieben und  komponiert worden ist. Sein erstes Album erschien 1998.
Heute lebt er in Prishtina.

## Diskografie
- "Veç për ty" (1998)
- "M'ke lënë kot" (2000)
- "Kthehuni" (2003)
- "Fjalë e vetëm fjalë" (2005)
- "Kollazhi"Qaj për ditën" (2006)
- "The best of Malësori" (2007)
- "The best of Malësori II" (2009)
- "Atmosfere pa kufi" (2010)

### Hits
- "Kthehuni"
- "Eja"
- "Zotëri pareli"
- "Fjalë e vetëm fjalë"
- "Qaj për ditën"
- "Përsëri"
- "A të kujtohet"
- "Çikë malësore"
- "Dy zemra"
- "Adrese e gabuar"
- "Mergimtari"
- "Hasmeri e fundit"